# Transports en commun de Lunéville
Lunéo est le nom commercial du réseau d'autobus de la ville de Lunéville ainsi que ses alentours, dans le département de Meurthe-et-Moselle.

## Histoire
Le premier réseau des transports en commun de Lunéville fut créé dans une date inconnue. En novembre 2018, des modifications de lignes sont survenues. Néanmoins, les lignes régulières sont peu utilisées par rapport aux lignes scolaires.

## Réseau

### Lignes régulières
| Ligne | Caractéristiques | Caractéristiques                                               | Caractéristiques                                               | Caractéristiques                                               | Caractéristiques                                               | Caractéristiques                                               | Caractéristiques                                               | Caractéristiques                                               | Caractéristiques                                               |
| 1     | Moncel-lès-Lunéville — Château d'eau ⥋ Lunéville — Faisanderie | Moncel-lès-Lunéville — Château d'eau ⥋ Lunéville — Faisanderie | Moncel-lès-Lunéville — Château d'eau ⥋ Lunéville — Faisanderie | Moncel-lès-Lunéville — Château d'eau ⥋ Lunéville — Faisanderie | Moncel-lès-Lunéville — Château d'eau ⥋ Lunéville — Faisanderie | Moncel-lès-Lunéville — Château d'eau ⥋ Lunéville — Faisanderie | Moncel-lès-Lunéville — Château d'eau ⥋ Lunéville — Faisanderie | Moncel-lès-Lunéville — Château d'eau ⥋ Lunéville — Faisanderie | Moncel-lès-Lunéville — Château d'eau ⥋ Lunéville — Faisanderie |
| ----- | --- | -------------------------------------------------------------- | -------------------------------------------------------------- | -------------------------------------------------------------- | -------------------------------------------------------------- | -------------------------------------------------------------- | -------------------------------------------------------------- | -------------------------------------------------------------- | -------------------------------------------------------------- |
| 1     | Ouverture / Fermeture — / — | Longueur —                                                     | Durée —                                                        | Nb. d’arrêts 20                                                | Matériel Standard                                              | Jours de fonctionnement L, Ma, Me, J, V, S                     | Jour / Soir / Nuit / Fêtes O / N / N / N                       | Voy. / an —                                                    | Exploitant —                                                   |
| 1     | Desserte : - Villes et stations : Moncel-lès-Lunéville (Mairie Ecole, Bouvreuil, Tuiller), Lunéville (Les Wagons, Pré Contal, Coquelicots, Zone commerciale, Foyer familiale, Sélestat, Hôpital, Gare SNCF, Léopold, Castara, Rempart, Château, Carmes, Cadets, Tannerie, Boutet de Monvel, Muguet, Chatrian, Terrasses de Méhon, Renaudin, Delorme, Grégoire, Faisanderie), Jolivet (Meurthe-et-Moselle) (Jean Schoumacher, Paul Erard) - Gares desservies : Lunéville |                                                                |                                                                |                                                                |                                                                |                                                                |                                                                |                                                                |                                                                |
| 1     | Autre : - Arrêts non accessibles aux UFR : non communiqué - Particularités : - Les stations Castara et Tullier sont desservies uniquement en direction de Château d'eau. - Date de dernière mise à jour : 28 janvier 2020. |                                                                |                                                                |                                                                |                                                                |                                                                |                                                                |                                                                |                                                                |
| 1     | Dernière actualisation : — |                                                                |                                                                |                                                                |                                                                |                                                                |                                                                |                                                                |                                                                |
| 2     | Moncel-lès-Lunéville — Peupleraie ⥋ Chanteheux — Z.A.D. | Moncel-lès-Lunéville — Peupleraie ⥋ Chanteheux — Z.A.D.        | Moncel-lès-Lunéville — Peupleraie ⥋ Chanteheux — Z.A.D.        | Moncel-lès-Lunéville — Peupleraie ⥋ Chanteheux — Z.A.D.        | Moncel-lès-Lunéville — Peupleraie ⥋ Chanteheux — Z.A.D.        | Moncel-lès-Lunéville — Peupleraie ⥋ Chanteheux — Z.A.D.        | Moncel-lès-Lunéville — Peupleraie ⥋ Chanteheux — Z.A.D.        | Moncel-lès-Lunéville — Peupleraie ⥋ Chanteheux — Z.A.D.        | Moncel-lès-Lunéville — Peupleraie ⥋ Chanteheux — Z.A.D.        |
| 2     | Ouverture / Fermeture — / — | Longueur —                                                     | Durée —                                                        | Nb. d’arrêts 27                                                | Matériel Standard                                              | Jours de fonctionnement L, Ma, Me, J, V, S                     | Jour / Soir / Nuit / Fêtes O / N / N / N                       | Voy. / an —                                                    | Exploitant —                                                   |
| 2     | Desserte : - Villes et stations : Moncel-lès-Lunéville (Peupleraie), Lunéville (Pré Contal, Médipôle, Lamartine, Boffrand, Ménil, Chéron, Edmond Braux, Duval, St-Charles, Hôpital, Gare SNCF, Léopold, 2e BCP, Piscine, Champagne, Paul Lapie), Chanteheux (Liberté, Haut Rivage, Château d'eau, Mairie, Pâquis, De Gaulle, Z.A.D.) - Gares desservies : Lunéville |                                                                |                                                                |                                                                |                                                                |                                                                |                                                                |                                                                |                                                                |
| 2     | Autre : - Arrêts non accessibles aux UFR : non communiqué - Particularités : - Date de dernière mise à jour : 28 janvier 2020. |                                                                |                                                                |                                                                |                                                                |                                                                |                                                                |                                                                |                                                                |
| 2     | Dernière actualisation : — |                                                                |                                                                |                                                                |                                                                |                                                                |                                                                |                                                                |                                                                |

### Lignes scolaires
Le réseau Lunéo offre plusieurs lignes scolaires qui permettent de relier les principaux établissements dans le territoire de l'agglomération.